# Conus borgesi
Espèce
Statut de conservation UICN

 LC  : Préoccupation mineure
Conus borgesi est une espèce de mollusques gastéropodes marins de la famille des Conidae.
Comme toutes les espèces du genre Conus, ces escargots sont prédateurs et venimeux. Ils sont capables de « piquer » les humains et doivent donc être manipulés avec précaution, voire pas du tout.

## Description
La taille de la coquille varie entre 19 mm et 35 mm.

## Distribution
Cette espèce est présente dans l'océan Atlantique au large de l'île de Boa Vista, Cap-Vert.

### Niveau de risque d’extinction de l’espèce
Selon l'analyse de l'UICN réalisée en 2011 pour la définition du niveau de risque d'extinction, cette espèce est très restreinte dans son aire de répartition, puisqu'on ne la trouve que le long de la côte nord de l'île de Boa Vista. Cependant, il n'y a pas de menaces connues dans cette partie de l'île, l'espèce est assez commune dans les habitats appropriés et il y a un prélèvement limité pour l'espèce, d'où son évaluation comme préoccupation mineure.

## Taxonomie

### Publication originale
L'espèce Conus borgesi a été décrite pour la première fois en 1979 par le malacologiste portugais Herculano Trovão (d) dans la publication intitulée « Amphitrite »,.

### Synonymes
- Africonus borgesi (Trovão, 1979) · appellation alternative
- Africonus pedrofiadeiroi T. Cossignani & Fiadeiro, 2015 · non accepté
- Africonus wandae T. Cossignani, 2014 · non accepté (combinaison originale)
- Conus (Lautoconus) borgesi Trovão, 1979 · non accepté
- Conus (Lautoconus) wandae (T. Cossignani, 2014) · non accepté
- Conus wandae (T. Cossignani, 2014) · non accepté

## Identifiants taxonomiques
Chaque taxon catalogué par les bases de données biologiques et taxonomiques possède un identifiant qui permet d'établir un point de référence. Les identifiants de Conus borgesi dans les principales bases sont les suivants :
CoL : XX2H - GBIF : 5728365 - iNaturalist : 150318 - IRMNG : 11086643 - TAXREF : 94326 - UICN : 192500 - WoRMS : 224814